# The Christmas Invasion
"The Christmas Invasion" (intitulado "A Invasão do Natal" no Brasil) é um episódio especial de Natal da série de ficção científica britânica Doctor Who, transmitido originalmente através da BBC One em 25 de dezembro de 2005. Foi escrito pelo showrunner Russell T Davies e dirigido por James Hawes.
No episódio, ambientado principalmente em Londres, o recém-regenerado Décimo Doutor (David Tennant) está fora de ação, deixando Rose Tyler (Billie Piper), Mickey (Noel Clarke) e Jackie (Camille Coduri) sozinhos para combater a invasão de uma raça alienígena conhecida como os Sycorax, que exige que a humanidade se renda ou um terço dela morrerá.
Este episódio apresenta a primeira aparição completa de Tennant como o Doutor e também é o primeiro especial de Natal produzido especialmente para a data na história do programa, que foi encomendado após o sucesso da primeira temporada no início de 2005 para ver o quão bem o programa se sairia no Natal.
"The Christmas Invasion" foi assistido por 9,8 milhões de telespectadores, tornando-se o segundo programa mais visto da noite, atrás apenas de EastEnders. Este episódio foi o episódio mais visto do Décimo Doutor até "Voyage of the Damned", que alcançou uma audiência de 13,8 milhões de telespectadores. O episódio recebeu críticas positivas dos revisores, que deram as boas-vindas a Tennant ao programa e é considerado um dos melhores especiais de Natal da série. O sucesso do episódio levou os especiais de Natal a se tornarem uma tradição anual.

## Enredo

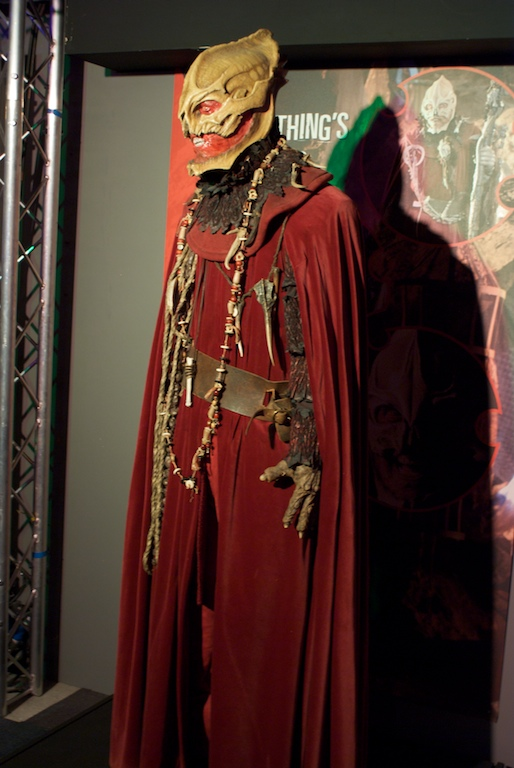
O Sycorax visto no episódio, em exposição na Doctor Who Experience

O recém-regenerado Décimo Doutor leva Rose de volta para sua casa em Londres na véspera de Natal e desmaia na frente de Mickey e Jackie. Eles o levam para o apartamento desta última, onde o colocam na cama. Mickey e Rose vão às compras de Natal, mas são atacados por Papais Noéis robôs usando trombones como lança-chamas. O casal foge de volta para casa, onde descobrem uma árvore de Natal nova desconhecida, que começa a girar com lâminas afiadas e ataca eles e a Jackie, que se abrigam no quarto com o Doutor, que acorda e a destrói com sua chave de fenda sônica. No entanto, ele logo fica inconsciente novamente, avisando-os que algo está acontecendo.
Enquanto isso, a sonda espacial Guinevere One é interceptada antes de pousar em Marte por uma nave espacial gigante que se dirige à Terra. Quando a transmissão da sonda é mostrada, o rosto de um Sycorax aparece. Ele exige a rendição do planeta e usa controle de sangue para fazer com que um terço da população mundial entre em um estado hipnótico, ameaçando fazer essas pessoas cometerem suicídio, a menos que metade da população mundial seja entregue a eles como escravos. Harriet Jones, agora Primeira-Ministra, tenta negociar com os Sycorax e é teletransportada a bordo da nave junto com o Major Richard Blake, Daniel Llewellyn e Alex Klein da UNIT.
Rose, Mickey e Jackie levam o Doutor para a TARDIS enquanto a nave Sycorax se aproxima de Londres. Antes que Jackie possa retornar com suprimentos adicionais, a máquina também é teletransportada a bordo da nave Sycorax. Rose ganha tempo suficiente para o Doutor finalmente se recuperar após inalar os vapores de um frasco de chá caído. Ele desliga o controle de sangue e então desafia o líder Sycorax para uma luta de espadas pelo destino da Terra. O líder corta a mão do Doutor na batalha, que ele imediatamente faz a crescer novamente, então força o líder Sycorax a se render. O líder tenta atacá-lo pelas costas, mas o Doutor atinge um sensor com uma tangerina que tinha em seu roupão, fazendo com que parte da asa se dobre e derrube o líder para a morte.
O Doutor ordena que os Sycorax deixem a Terra e nunca retornem antes de levar Rose, Mickey e Harriet de volta à Terra. Conforme a nave Sycorax se afasta, Harriet ordena que Torchwood destrua a nave. O Doutor fica furioso com ela, que justifica suas ações lembrando a ele que nem sempre está lá para salvá-los. O Doutor ameaça derrubar seu governo com seis palavras, sussurrando para o ajudante dela, Alex: "Você não acha que ela parece cansada?". Depois de escolher uma roupa nova, o Doutor se junta a Rose, Jackie e Mickey para o jantar de Natal. Eles assistem Harriet na televisão se defendendo de rumores sobre sua saúde enquanto é ameaçada com uma moção de desconfiança.

## Produção
Este especial foi o primeiro episódio completo estrelado por David Tennant como o Décimo Doutor; ele só foi mostrado brevemente no final de "The Parting of the Ways" para a sequência de regeneração. Um mini-episódio de 7 minutos, ambientado entre aquele episódio e "The Christmas Invasion", foi exibido como parte do teleton beneficente Children in Need em 18 de novembro de 2005. Especiais de Natal são uma tradição nas séries de televisão britânicas. Embora esta seja a primeira história de Doctor Who claramente rotulada como um especial de Natal, o sétimo episódio do serial The Daleks' Master Plan (1965–66), intitulado "The Feast of Steven" , foi escrito como um episódio de Natal, apresentando até mesmo uma mensagem de feliz Natal para os espectadores em que o Primeiro Doutor, interpretado por William Hartnell, quebra a quarta parede. Os especiais de Natal se tornaram uma tradição anual em Doctor Who, até 2018, onde foi substituído por um especial de Ano Novo. Embora não seja exibido no Natal, "The Unquiet Dead" foi ambientado na véspera de Natal de 1869.
A cena de abertura do episódio é uma repetição da cena de abertura de "Rose". O edifício em forma de cone que teve todo o seu vidro explodido pela onda de choque da nave é o 30 St Mary Axe, também conhecido como Swiss Re Building ou "The Gherkin". As cenas climáticas do episódio foram filmadas em Wallis House, Brentford, um dos poucos edifícios Art Déco restantes da Golden Mile. Partes do episódio foram filmadas nas Cavernas Clearwell em Gloucestershire. O protótipo das espadas dos Sycorax foi leiloado no eBay para arrecadar fundos para a Great Ormond Street Hospital Children's Charity. Ele arrecadou £ 920,51. Durante a transmissão ao vivo, a primeira página do site oficial da BBC declarou: "A INVASÃO DE NATAL está na BBC One AGORA. HARRIET JONES DIZ: Desligue este site para a Grã-Bretanha." O site associado "Quem é Doctor Who?" também foi atualizado com uma mensagem de Mickey referenciando o site de Guinevere One e um apelo ao Doutor para trazer Rose de volta.

### Música
A música tocada durante a sequência do guarda-roupa, "Song for Ten" (nomeada em referência ao Décimo Doutor), foi composta por Murray Gold para o episódio e cantada por Tim Phillips. Os créditos finais tiveram um novo arranjo temático restaurando a tradicional seção "middle eight" da música-tema que havia sido omitida na primeira temporada de 2005. Isso foi executado pela BBC National Orchestra of Wales, conduzida por Gold. Este arranjo foi posteriormente usado para os títulos finais da segunda temporada em 2006.